# Culicoides canadensis
Culicoides canadensis is een muggensoort uit de familie van de knutten (Ceratopogonidae). De wetenschappelijke naam van de soort is voor het eerst geldig gepubliceerd in 1969 door Wirth and Blanton.